# Saint-Louis
Saint-Louis (wolof: Ndar) er en by i regionen Saint-Louis i det nordvestlige Senegal, beliggende på atlanterhavskysten, tæt ved grænsen til Mauretanien. Byen har et indbyggertal (pr. 2007) på cirka 176.000 og er hovedstad i regionen af samme navn.
Den oprindelige bykerne på Saint Louis-øen i Senegalfloden er velbevaret og har siden 2000 været et verdensarvssted.
Øen er 2,5 km lang og gennemsnitlig 350 m bred, den ligger 25 km oven for flodens udmunding. Den første franske bosættelse kom i 1659 og bestod af handelsmænd. De opkaldte øen og kolonien efter kong Ludvig 14. Øen  blev befæstet, og byen blev et centrum for handel på Senegalfloden og efterhånden for hele Vestafrika. Den franske koloniguvernør Faidherbe kom til byen i 1854 og iværksatte flere byudviklingsprojekter: broer, vandforsyning, telegraf og jernbane. 
Byen var i sine velmagtsdage en hjørnesten i den franske kolonimagts økonomi og kultur. Et betydeligt mestis-borgerskab var et væsentligt indslag i byens urbane kultur, og den første mestis blev udnævnt til borgmester i 1778. 
Begrundelsen for verdensarvstatus er, at byen med sin velbevarede arkitektur, byplan og kajer er et fremragende eksempel på kolonitidens byanlæg og på byens etablering og kolonitidens historie.
Efter at Dakar i 1957 blev Senegals hovedstad, mistede byen sin betydning. Samtidig afsluttede Frankrig sit militære nærvær på øen, hvilket indledte en økonomisk nedtur, som i dag delvis kompenseres af turisme. 
Senegals andet universitet, Université Gaston Berger, blev oprettet her i 1990. Militærakademiet Prytanee Militaire de Saint Louis blev etableret i 1922 og tilbyder videregående uddannelse i en militær kontekst til unge fra hele Vesyafrika. Den senegalesiske politiker Lamine Guèye kommer fra byen.